# Ostearius
Genre
Synonymes
- Haemathyphantes Caporiacco, 1949

Ostearius est un genre d'araignées aranéomorphes de la famille des Linyphiidae.

## Distribution
Ostearius melanopygius est cosmopolite et Ostearius muticus chinoise.

## Liste des espèces
Selon World Spider Catalog (version 19.0, 21/05/2018) :
- Ostearius melanopygius (O. Pickard-Cambridge, 1880)
- Ostearius muticus Gao, Gao & Zhu, 1994

## Publication originale
- Hull, 1911 : Papers on spiders. Transactions of the Natural History Society of Northumberland (N.S.) vol. 3, no 3,  p. 573-590 (texte intégral).